# 서울테크노파크
서울테크노파크는 서울에 위치한 테크노파크이다. 서울특별시 노원구 공릉로 232 서울과학기술대학교 캠퍼스내에 위치하고 있다. 2023년 11월에 前 강원지방중소벤처기업청 윤종욱 청장이 제6대 원장으로 취임했다.